# Expedition 48
Expedition 48 è stata la 48ª missione di lunga durata verso la Stazione spaziale internazionale.

## Equipaggio
| Ruolo               | Giugno 2016                            | Giugno – Settembre 2016                   |
| ------------------- | -------------------------------------- | ----------------------------------------- |
| Comandante          | Jeffrey Williams, NASA Quarto volo     | Jeffrey Williams, NASA Quarto volo        |
| Ingegnere di volo 1 | Aleksej Ovčinin, Roscosmos Primo volo  | Aleksej Ovčinin, Roscosmos Primo volo     |
| Ingegnere di volo 2 | Oleg Skripočka, Roscosmos Secondo volo | Oleg Skripočka, Roscosmos Secondo volo    |
| Ingegnere di volo 3 |                                        | Anatolij Ivanišin, Roscosmos Secondo volo |
| Ingegnere di volo 4 |                                        | Takuya Ōnishi, JAXA Primo volo            |
| Ingegnere di volo 5 |                                        | Kathleen Rubins, NASA Primo volo          |

FonteSpacefacts